# 天主教威斯敏斯特總教區
天主教威斯敏斯特總教區（拉丁語：Archidioecesis Vestmonasteriensis）是英國英格蘭一個羅馬天主教教省總教區，也是英格蘭五個總教區之一。總教區管轄範圍包括泰晤士河以北、利亞河以西的大倫敦和赫特福德郡。
總教區下轄東安格利亞、北安普敦、布倫特伍德和諾丁漢四個教區，2011年時有481,600名教友（估轄區總人口10%）、217個堂區、613名司鐸、15名終身執事、346名修士和1,009名修女。教區現任總主教為雲先·吉拉·尼科爾斯樞機。按慣例，威斯敏斯特總主教通常都會依職權獲選為天主教英格蘭及威爾斯主教團主席。
前身是英格蘭宗座代牧區、倫敦宗座代牧區。英格蘭於1850年恢復聖統制，升為總教區。